# Alepes
Alepes è un genere di pesci ossei marini appartenente alla famiglia Carangidae.

## Distribuzione e habitat
I membri del genere si incontrano nelle aree tropicali dell'Indo-Pacifico. A. djedaba e A. kleinii sono presenti nel mar Mediterraneo orientale dove sono penetrate dal mar Rosso in seguito alla migrazione lessepsiana.

## Specie
- Alepes apercna
- Alepes djedaba
- Alepes kleinii
- Alepes melanoptera
- Alepes vari[1]